# Dan O'Sullivan
Daniel James "Dan" O'Sullivan (nacido el 3 de marzo de 1968 en el Bronx, Nueva York) es un exjugador de baloncesto estadounidense que jugó en cuatro temporadas diferentes en la NBA, además de hacerlo en España, Italia, Puerto Rico, Grecia y en varias ligas menores de su país. Con 2,08 metros de estatura, lo hacía en la posición de pívot.

## Trayectoria deportiva

### Universidad
Jugó durante cuatro temporadas con los Rams de la Universidad de Fordham, en las que promedió 9,5 puntos, 6,0 rebotes y 1,2 asistencias por partido.

### Profesional
Tras no ser elegido en el 1990, fichó por los New Jersey Nets como agente libre, pero fue cortado antes del comienzo de la temporada, jugando en los Omaha Racers de la CBA hasta que en el mes de diciembre fichó por los Utah Jazz. Allí jugó 21 partidos como suplente de Mark Eaton, en los que promedió 1,0 puntos.
Regresó a las ligas menores de su país hasta que en diciembre de 1992 ficha por los New Jersey Nets, con los que únicamente disputaría tres partidos, en los que promedió 1,3 puntos y 1,3 rebotes. Días después de ser despediso, firmó por diez días con Milwaukee Bucks, siendo tenovado por diez días más. De nuevo jugó únicamente tres encuentros, promediando 1,7 puntos.
Volvió de nuevo a las ligas menores, y en 1995 fichó por el Saski Baskonia de la liga ACB, donde jugó siete partidos en los que promedió 8,1 puntos y 4,4 rebotes. Firmó posteriormente con los Shreveport Storm de la CBA, y en 1996 firmó por diez días con Toronto Raptors, con los que disputó cinco partidos, dos de ellos como titular a causa de las lesiones, en los que promedió 6,6 puntos y 6,4 rebotes.
En 1996 ficha por el Victoria Libertas Pesaro de la liga italiana, donde promedió 4,5 puntos y 4,3 rebotes por partido, fichando al año siguiente por el Teamsystem Bologna, con los que ganó su primera Copa de Italia. En 1998 fichó por el Kinder Bologna, donde promedió 1,6 puntos y 1,1 rebotes, ganando su segundo trofeo de Copa.
El último año de su carrera lo pasó en el AEK Atenas B.C. griego, equipo con el que ganó la Copa de Grecia y la Recopa de Europa.

## Estadísticas de su carrera en la NBA

### Temporada regular
| Temporada | Edad | Equipo          | Liga | Pos. | P  | TIT | MIN  | TC  | TCA | %TC  | 3P  | 3PA | %3P  | 2P  | 2PA | %2P  | TL  | TLA | %TL  | R.OF. | R.DEF. | REB | ASIS | ROB | TAP | PER | FP  | PTS |
| 1990-91   | 22   | Utah Jazz       | NBA  | C    | 21 | 0   | 4.0  | 0.3 | 0.8 | .438 | 0.0 | 0.0 |      | 0.3 | 0.8 | .438 | 0.3 | 0.5 | .636 | 0.2   | 0.6    | 0.8 | 0.2  | 0.0 | 0.0 | 0.2 | 0.9 | 1.0 |
| 1992-93   | 24   | TOTAL           | NBA  | C    | 6  | 0   | 2.8  | 0.5 | 0.8 | .600 | 0.0 | 0.0 |      | 0.5 | 0.8 | .600 | 0.5 | 0.7 | .750 | 0.3   | 0.7    | 1.0 | 0.2  | 0.2 | 0.0 | 0.0 | 0.7 | 1.5 |
| 1992-93   | 24   | New Jersey Nets | NBA  | C    | 3  | 0   | 3.3  | 0.7 | 1.0 | .667 | 0.0 | 0.0 |      | 0.7 | 1.0 | .667 | 0.0 | 0.0 |      | 0.7   | 0.7    | 1.3 | 0.0  | 0.0 | 0.0 | 0.0 | 0.3 | 1.3 |
| 1992-93   | 24   | Milwaukee Bucks | NBA  | C    | 3  | 0   | 2.3  | 0.3 | 0.7 | .500 | 0.0 | 0.0 |      | 0.3 | 0.7 | .500 | 1.0 | 1.3 | .750 | 0.0   | 0.7    | 0.7 | 0.3  | 0.3 | 0.0 | 0.0 | 1.0 | 1.7 |
| 1993-94   | 25   | Detroit Pistons | NBA  | C    | 13 | 0   | 4.3  | 0.3 | 0.9 | .333 | 0.0 | 0.0 |      | 0.3 | 0.9 | .333 | 0.7 | 0.9 | .750 | 0.2   | 0.6    | 0.8 | 0.2  | 0.0 | 0.0 | 0.2 | 0.8 | 1.3 |
| 1995-96   | 27   | Toronto Raptors | NBA  | C    | 5  | 2   | 27.8 | 2.6 | 7.0 | .371 | 0.0 | 0.2 | .000 | 2.6 | 6.8 | .382 | 1.4 | 1.6 | .875 | 2.6   | 3.8    | 6.4 | 0.4  | 0.4 | 0.8 | 1.0 | 2.6 | 6.6 |
| Total     |      |                 | NBA  |      | 45 | 2   | 6.6  | 0.6 | 1.5 | .397 | 0.0 | 0.0 | .000 | 0.6 | 1.5 | .403 | 0.6 | 0.8 | .743 | 0.5   | 1.0    | 1.4 | 0.2  | 0.1 | 0.1 | 0.3 | 1.0 | 1.8 |